# 福島造船鉄工所
有限会社福島造船鉄工所（ふくしまぞうせんてっこうしょ）は、島根県松江市御手船場町に本社を置く日本の造船メーカー。

## 概要
江戸時代に松江藩の船大工の流れで1868年（明治元年）に創業した。
山陰地方で唯一、本格的な鋼船建造を手がける造船所である。

## 事業所及び建造能力
- 本社 - 島根県松江市御手船場町561
- 森山工場 - 島根県松江市美保関町森山22-1
- 森山第二工場 - 島根県松江市美保関町下宇部尾1122

## 沿革
- 1868年 - 創業。木造帆船の建造･修理を開始。
- 1918年 - 造機部門を設け、船舶焼玉機関の製作開始。
- 1933年 - 鋼製300G/T型貨物船の建造開始。
- 1942年 - 海軍監督工場となり駆船艇、魚雷運搬船の建造開始。
- 1943年 - 造機部門を分離し、松江内燃機工業株式会社を設立。
- 1966年 - 強化プラスチック船（FPR船）の建造開始。
- 2000年 - 軽合金船（アルミ船）建造開始。
- 2008年 - 第2森山工場の稼動開始。
- 2009年 - 電気推進船建造開始。
- 2015年 - RORO船建造開始。

## 主要建造船

### 戦前

#### 海軍艦艇
- 第百五十二号哨戒特務艇
- 第百五十三号哨戒特務艇
- 第百五十四号哨戒特務艇
- 第百五十五号哨戒特務艇
- 第百五十六号哨戒特務艇
- 海防艇

### 戦後
以下出典

#### 内航貨物船
- 液化ガスばら積船「第二龍栄丸」
- コールタール運搬船「新進丸」
- 一般貨物船「海神丸」
- セメント運搬船「安鷹
- ケミカルタンカー船「新豊川丸」
- 鋼材運搬船「新生丸」

#### 旅客船
- RORO型旅客フェリー「STARLITE　EAGLE」
- 小型カーフェリー「宝栄」
- 海上タクシー「あかとんぼ」

#### 支援船（海上自衛隊）
- 油船203号型 「YG-207」

#### 調査船等
- 双胴型調査船「ごず」
- 漁業試験船「やそしま」
- 中型水産練習船「わかしまね」

#### 漁船
- 沖合底曳網漁船「鶴松丸」
- 棒受網漁船「第二十一三笠丸」
- 小型延縄漁船「第二十一清幸丸」
- 沖合底曳網漁船「圓生丸」
- 沖合底曳網漁船「第二永福丸」

## グループ会社
- 山陰エコリサイクル
- 日本海装備
- マリンフィールド
- 松福産業